# Departamentul Abanga-Bigne
Departamentul Abanga-Bigne  este un departament din provincia Moyen-Ogooué  din Gabon. Reședința sa este orașul Ndjole.